# NGC 6452
NGC 6452 is een spiraalvormig sterrenstelsel in het sterrenbeeld Hercules. Het hemelobject werd op 2 juli 1864 ontdekt door de Duitse astronoom Albert Marth.

## Synoniemen
- ZWG 112.43
- PGC 60876